# Ķemeri
Ķemeri er en bydel i byen Jūrmala i Letland omtrent 44 kilometer fra hovedstaden Riga. Fra 1928 til 1959 var Ķemeri en by i sig selv, og kendt for de helbredende mudderbade og luksuriøse hoteller. I dag har bydelen omkring 2.200 indbyggere, og det største og bedst kendte hotel er under genopbygning.
Navnet Ķemeri (tysk: Kemmern) optræder første gang i skriftlige kilder efter grundlæggelsen af Hertugdømmet Kurland og Semgallen i 1561. Dokumenter tyder på, at kilderne i Ķemeri først blev kendt for deres helbredende egenskaber i 1796, den første kemiske analyse af kildevandet udførtes i 1818. Beboerne i den nærliggende by Sloka begyndte at bygge huse til patienterne. I 1825 blev den første offentlige bygning bygget til spa-gæster. Bad Kemmern grundlagdes som et feriested i 1838, da kejser Nikolaj 1. af Rusland gav jorden til opførsel af den første badstue med mineralvand, og fra den dag begyndte folk at komme til behandling.
Ķemeri som feriested blev temmelig populær i Det Russiske Kejserrige. I 1912 fandtes en direkte jernbaneforbindelse mellem Ķemeri og Moskva. For at opnå forbindelse med stranden i Jaunķemeri indførtes elektriske sporvogne. Nervesygdomme, samt sygdomme i led, knogler og muskler blev behandlet på stedet. Der var også behandlinger med svovlholdigt vand og mudderbade. Besøgstallet nåede op på omkring 8.300 årligt. Under 1. verdenskrig varede kampene mellem tyske og russiske styrker flere år, og foregik kun få kilometer fra Ķemeri. Feriestedet blev hærget og togstationen ødelagt.
Tidligere tiders herlighed i Ķemeri forsøgtes genoprettet i den selvstændige republik Letland. I 1924 blev en særlig badefacilitet bygget til mudderbade, udstyret med mekanisk tilførsel af varmt mudder og pumpning af brugt mudder tilbage til mosen. I 1929 blev et 42 meter højt vandtårn med udsigtsplatform øverst bygget nær badefaciliteterne. Den mest imponerende bygning var Hotel Ķemeri, også kaldet "det hvide skib" med mere end 100 værelser, designet af den berømte lettiske arkitekt Eižens Laube, som åbnedes for gæster i 1936.